# Грабовский, Казимеж
Казимеж Грабовский (пол. Kazimierz Grabowski; 1866, Лемберг, Австро-Венгрия — 3 февраля 1932, Львув, Польша) — польский юрист, правительственный чиновник Австро-Венгрии. Воевода львовский.

## Биография
В 1884 году окончил гимназию Франца-Иосифа, а затем юридический факультет Университета Яна Казимира. Работал в австро-венгерской администрации, достигнув поста начальника отдела в Министерстве внутренних дел Цислейтании в Вене. В 1915—1916 правительственный комиссар во Львове, затем староста самборского повята.
После восстановления независимости Польши, судья Высшего административного трибунала и Верховного суда. 23 апреля 1921 года был назначен на пост Львовского воеводы. К исполнению обязанностей приступил 1 сентября 1921 года, после начала действия закона о разделе территории бывшего Королевства Галлиции и Лодомерии на воеводства и о ликвидации Львовского наместничества. 25 сентября 1921 года был ранен во время покушения Степана Федака на Начальника Государства Юзефа Пилсудского.
После конфликта с министром внутренних дел в правительстве Винценты Витоса, Владиславом Керникем, был отстранён от должности 10 марта 1924 года, а 30 июня 1924 года официально уволен с поста Львовского воеводы.